# 富山県立戸出女子高等学校
富山県立戸出女子高等学校（とやまけんりつ といでじょしこうとうがっこう、英: Toyama Prefectural Toide Girls' High School）は、かつて富山県高岡市戸出町にあった公立の高等学校。全国的に数少ない女子職業高校として長年にわたり地域の女子教育に貢献したが、男女共学の普通科高校の設置を求める声が高まったために、同校の敷地に富山県立高岡南高等学校が設置され、1976年（昭和51年）をもって戸出女子高は廃校となった。

## 概要
- 商業家庭科という珍しい学科が設置されていた。
- 部活動の非常に活発な学校で、昭和後期にはソフトボール部・バスケットボール部・卓球部・テニス部・バドミントン部・珠算部がそれぞれ全国大会に出場した。
- 現在の高岡南高校の夏季女子制服は、戸出女子高校時代のものがそのまま継承されている。

## 設置学科
- 商業家庭科

## 沿革
- 1911年（明治44年）4月 - 前身の戸出裁縫女学校が開校。
- 1926年（大正15年）3月11日 - 戸出町立戸出実科高等女学校が設立認可（同年4月6日開校）[1]。
- 1943年（昭和18年）4月 - 戸出町立戸出高等女学校と改称。
- 1948年（昭和23年）
  - 4月 - 戸出町立戸出高等学校と改称。
  - 9月 - 富山県立出町高等学校（現・富山県立砺波高等学校）の戸出分校となる。
- 1960年（昭和35年）4月 - 富山県立戸出女子高等学校として独立する。
- 1974年（昭和49年）4月 - 富山県立高岡南高等学校が戸出女子高校の敷地内に開校。
- 1976年（昭和51年）3月 - 戸出女子高校で最後の卒業式が行われ、171名が巣立つ。閉校。

## アクセス
- JR城端線戸出駅 徒歩約7分